# Dipayal Silgadhi
Dipayal Silgadhi (nep. दिपायल सिलगढी) – miasto w zachodnim Nepalu; w prowincji numer 7, w dystykcie Doti. Według danych szacunkowych na rok 2011 liczyło 26 508 mieszkańców. Dipayal jest stolicą dystryktu Doti.